# بخش کرا داادی
بخش کرا داادی (به انگلیسی: Kra Daadi district) یک منطقهٔ مسکونی در هند است که در آروناچال پرادش واقع شده‌است. بخش کرا داادی ۲٬۲۰۲ کیلومتر مربع مساحت و ۲۲٬۲۹۰ نفر جمعیت دارد و ۲٬۰۶۰ متر بالاتر از سطح دریا واقع شده‌است.